# Thaddeus William Harris
Thaddeus William Harris (Dorchester, 12 novembre 1795 – Cambridge, 16 gennaio 1856) è stato un entomologo statunitense.
Era specializzato nello studio dei lepidotteri.